# Rhynchospora leucostachys
Rhynchospora leucostachys är en halvgräsart som beskrevs av Johann Otto Boeckeler. Rhynchospora leucostachys ingår i släktet småag, och familjen halvgräs. Inga underarter finns listade i Catalogue of Life.